# Artykuł 200
Artykuł 200 (rum. Articolul 200) – artykuł penalizujący kontakty homoseksualne w rumuńskim kodeksie karnym. Przepis ten został wprowadzony w 1968 roku podczas trwania reżimu Nicolae Ceaușescu; uchylono go 22 lipca 2001 roku. 

## Historia
W 1994 roku rumuński Sąd Najwyższy orzekł, że artykuł 200 w określonym zakresie jest niekonstytucyjny, zawieszając jego stosowanie. Mimo tego, 10 września 1996 roku rumuński parlament znowelizował Artykuł 200, wprowadzając w jego pierwszym paragrafie przepis przewidujący karę od roku do 5 lat pozbawienia wolności za kontakty seksualne pomiędzy osobami tej samej płci. Artykuł 200 penalizował ponadto "promocję" aktywności homoseksualnej oraz zrzeszanie się osób homoseksualnych.
Pod naciskiem Rady Europy 14 listopada 1996 roku do paragrafu wprowadzono poprawkę, na mocy której penalizacji poddano jedynie stosunki homoseksualne odbywające się w miejscu publicznym bądź prowadzące do publicznego zgorszenia.
22 lipca 2001 roku rumuński parlament zaakceptował nadzwyczajne rozporządzenie rządu nr 89/2001 usuwające z rumuńskiego kodeksu karnego Artykuł 200, pomimo protestów ze strony Kościoła katolickiego i prawosławnego oraz środowisk skrajnie prawicowych, w tym Partii Wielkiej Rumunii i organizacji Nowa Prawica.